# Tyus Edney
Tyus Dwayne Edney (Gardena, California, 14 de febrero de 1973) es un exjugador de baloncesto estadounidense. Jugó durante 4 temporadas en la NBA, aunque la mayor parte de su carrera ha transcurrido en Europa. Con 1,78 metros de altura, desempeñaba la función de Base.

## Trayectoria deportiva

### Universidad
Jugó durante 4 temporadas con los Bruins de la Universidad de California Los Ángeles, con los que se proclamó campeón de la NCAA en 1995. En total promedió 12,1 puntos, 5,2 asistencias y 3,0 rebotes por partido. Fue el primer jugador en la historia de UCLA en conseguir 600 asistencias y los 200 robos.

### Profesional
Fue elegido en el puesto 47, en la segunda ronda del Draft de la NBA de 1995 por Sacramento Kings, donde, tras promediar 10,5 puntos y 6,1 asistencias en su primera temporada, fue elegido en el segundo Mejor quinteto de rookies. En su segunda temporada perdió protagonismo, siendo traspasado al año siguiente a Boston Celtics, donde tampoco tuvo un buen rendimiento, por lo que decidió ir a jugar a Europa, en concreto al Zalgiris Kaunas. Al año siguiente recaló en la liga italiana, en el Benetton Treviso. Tras un breve regreso a la NBA, formando parte de Indiana Pacers, volvió a la Benetton, para ganar el campeonato italiano 2 años consecutivos, siendo finalista de la Euroliga en 2003. Jugó al año siguiente en la Lottomatica Roma, para posteriormente fichar por el Olimpiacos de la liga griega, en 2005. Regresó a Italia al año siguiente, para jugar en el Climamio Bologna. En 2007, con 34 años, juega en el Azovmash Mariupol ucraniano.

## Estadísticas de su carrera en la NBA
|  | Denota temporada en la que fue Campeón de la NBA |

### Temporada regular
| Año     | Equipo     | PJ  | PT | MPP  | %TC  | %3P  | %TL  | RPP | APP  | ROB | TPP | PPP  |
| ------- | ---------- | --- | -- | ---- | ---- | ---- | ---- | --- | ---- | --- | --- | ---- |
| 1995-96 | Sacramento | 80  | 60 | 31.0 | .412 | .368 | .782 | 2.5 | 6.1  | 1.1 | .0  | 10.8 |
| 1996-97 | Sacramento | 70  | 20 | 19.7 | .384 | .190 | .823 | 1.6 | 3.2  | 0.9 | .0  | 6.9  |
| 1997-98 | Boston     | 52  | 7  | 12.0 | .431 | .300 | .793 | 1.1 | '2.7 | 1.0 | .0  | 5.3  |
| 2000-01 | Indiana    | 24  | 0  | 11.0 | .385 | .167 | .897 | 1.0 | 2.3  | .7  | .0  | 4.4  |
| Total   | Total      | 226 | 87 | 21.0 | .405 | .322 | .806 | 1.7 | 4.0  | 1.0 | .0  | 7.6  |

### Playoffs
| Año   | Equipo     | PJ | PT | MPP  | %TC  | %3P  | %TL  | RPP | APP | ROB | TPP | PPP  |
| ----- | ---------- | -- | -- | ---- | ---- | ---- | ---- | --- | --- | --- | --- | ---- |
| 1996  | Sacramento | 4  | 4  | 30.3 | .429 | .250 | .833 | 3.0 | 2.8 | 2.0 | .0  | 12.0 |
| 2001  | Indiana    | 2  | 0  | 5.0  | .286 | .000 | .000 | .0  | 1.5 | .5  | .0  | 2.0  |
| Total | Total      | 6  | 4  | 21.8 | .408 | .222 | .769 | 2.0 | 2.3 | 1.5 | .0  | 8.7  |